# Pouillon (Marna)
Pouillon è un comune francese di 466 abitanti situato nel dipartimento della Marna nella regione del Grand Est.

## Società

### Evoluzione demografica
Abitanti censiti